# Дикое (озеро, Пермский край)
Дикое — мелководное озеро на севере Пермского края. Площадь озера — 1,12 км².
Расположено на крайнем севере Соликамского района, в левобережной пойме реки Вишера, примерно в 1 км к югу от озера Теклюевское, на территории мульды проседания (понижение с плоским днищем на территории соляного карста). Абсолютная отметка уреза воды составляет 119,7 м. Имеет овальную форму, вытянуто с севера на юг. Средняя глубина водоёма составляет 4 м, максимальная — 7,9 метра.
Берега озера заболочены, глубина окружающих озеро болот превышает 2 метра. Озеро является низкопродуктивным по бентосу. Отмечено гнездование краснозобой гагары. К концу лета озеро обычно сильно зарастает водной растительностью. Водится окунь, щука.
Код объекта в государственном водном реестре — 10010100211111100001587.